# St. Johannes (Steinrausch)

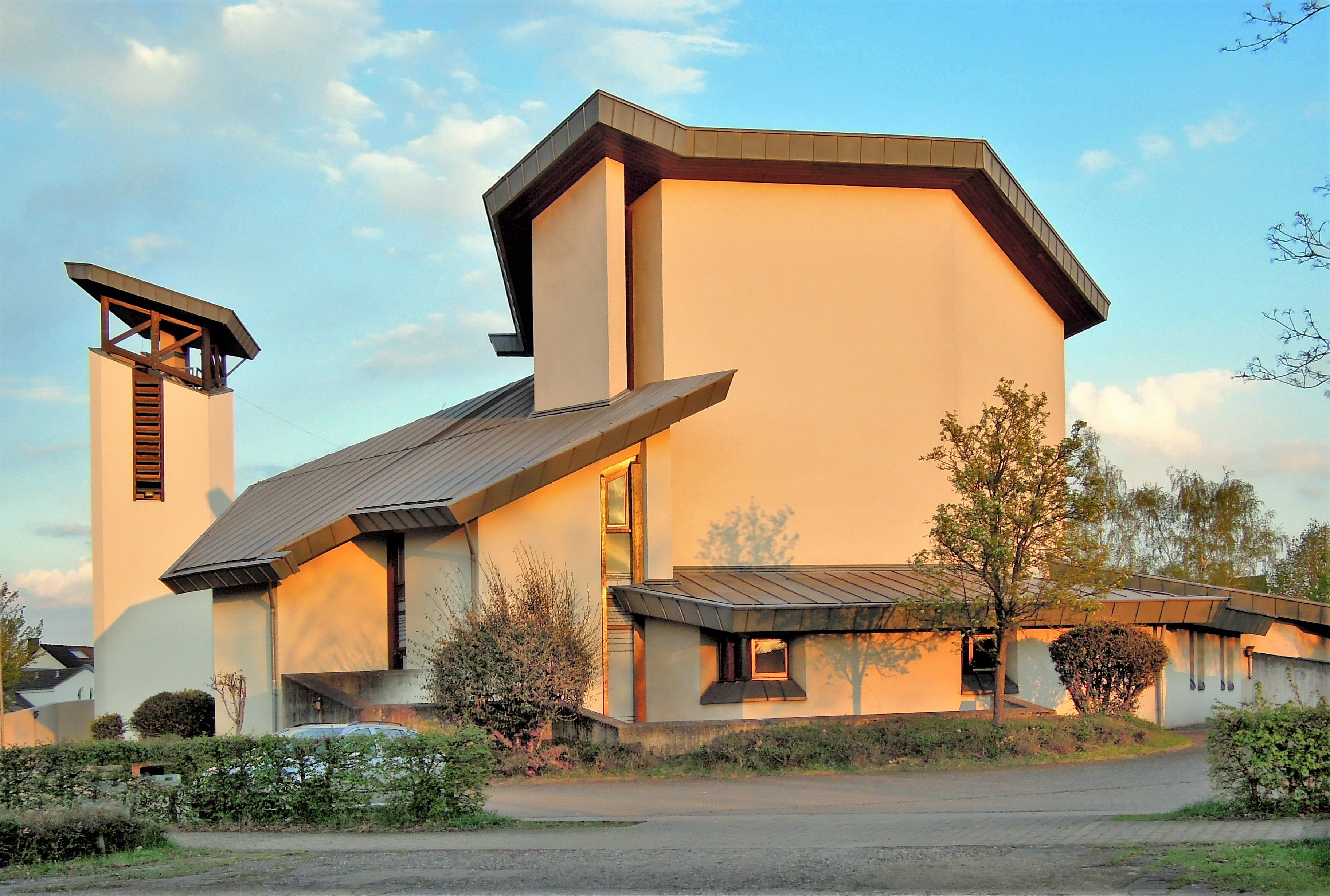
Kirche St. Johannes

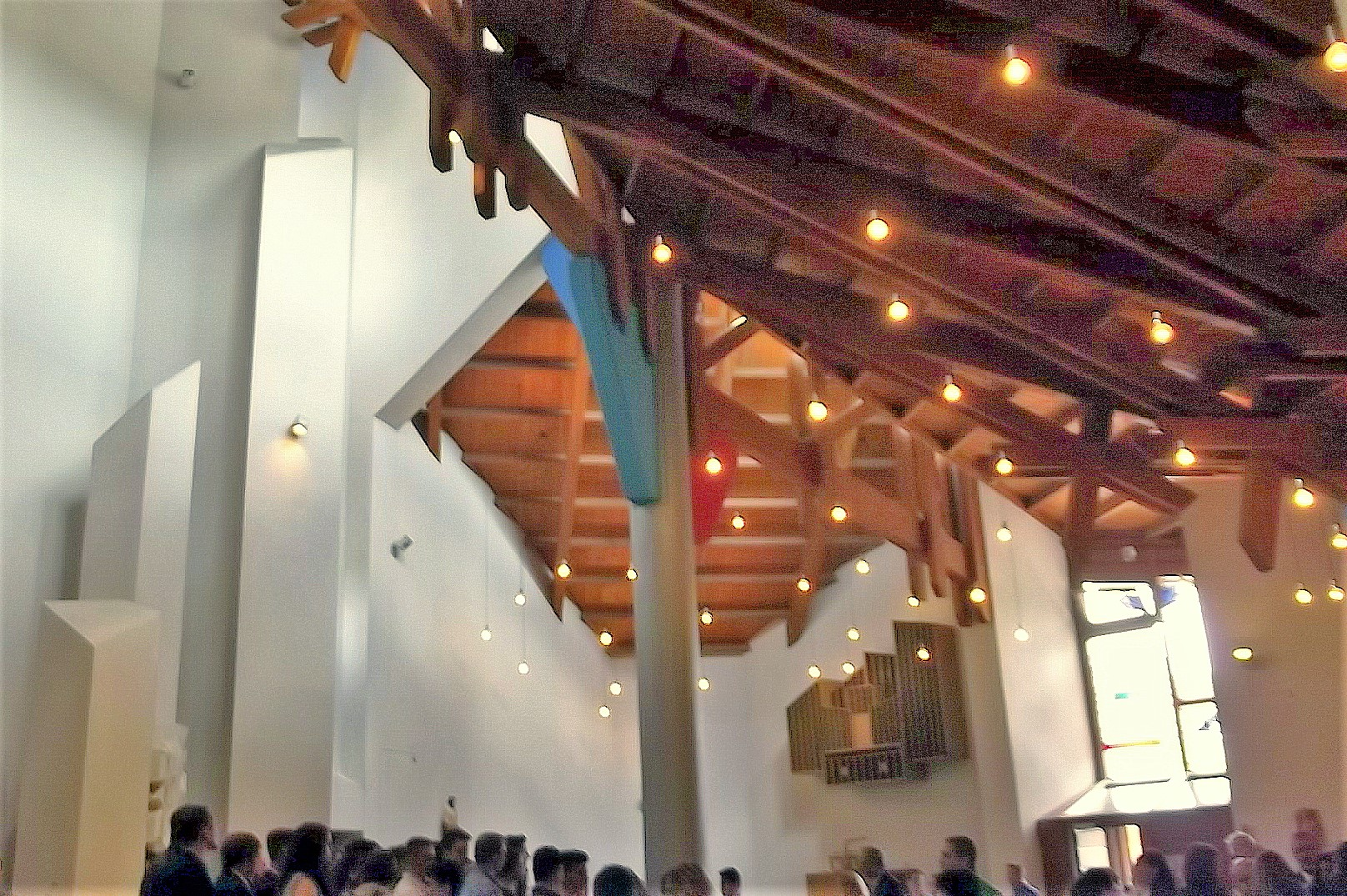
Blick durch den Innenraum

St. Johannes ist eine katholische Kirche mit Pfarrzentrum und Pfarrbücherei im Stadtteil Steinrausch der saarländischen Kreisstadt Saarlouis.

## Geschichte
Der 1962 begonnene Aufbau des Saarlouiser Steinrausches hatte zur Folge, dass aufgrund der wachsenden Bevölkerung nach der 1972 beschlossenen Ernennung zu einem eigenen Stadtteil im Jahre 1982 mit dem Bau einer modern gestalteten Kirche namens Sankt Johannes begonnen wurde. Zuvor bestand ab 1973 eine Notkirche auf dem benachbarten Grundstück. Am 23. Juni 1984 wurde die Kirche von Bischof Hermann Josef Spital konsegriert.
In der ca. 20 Meter hohen Kirche mit ebenfalls gleich großem Kirchturm wurde der Altarraum von Heinz Oliberius gestaltet. Dieser moderne Kirchenbau setzt die Liturgiereform des 2. Vatikanischen Konzils um. Die Kirche besitzt ein hauptsächlich aus Holz bestehendes Inneres, sowie eine elektronische Kirchenorgel. Da im Stadtteil selbst kein Friedhof existiert, werden dort gefeierte Beerdigungen hauptsächlich auf dem benachbarten Kreuzberg beigesetzt.

## Gebäude
Die Kirche besteht aus dem eigentlichen Gotteshaus, einer Pfarrbücherei sowie einem Pfarrzentrum. Das Gotteshaus befindet sich in der Kurt-Schumacher-Allee, in der Nähe des Ortskernes. Parkplätze sind vor und zwischen Kirchengebäude und Kirchturm reichlich vorhanden.
Ausschließlich der 20 Meter hohe, in Richtung des Pfarrzentrums offene Kirchturm befindet sich ungefähr 15 Meter neben dem Gebäude. Auffallend ist das 5 Meter hohe Holzkreuz, welches sich vor dem Kirchturm in einer Art Verschachtelung aus Beton befindet. Bis Ende der 80er Jahre hatte die kath. Gemeinde lediglich eine Notkirche (Barackenbau aus Holz) mit einer Leihbücherei zur Verfügung. Diese wurde abgerissen, nachdem in unmittelbarer Nähe das Pfarrzentrum errichtet wurde. Durch das auffallend schiefe Dach ist die Architektur der Kirche eine Besonderheit des Steinrausches.

### Orgel

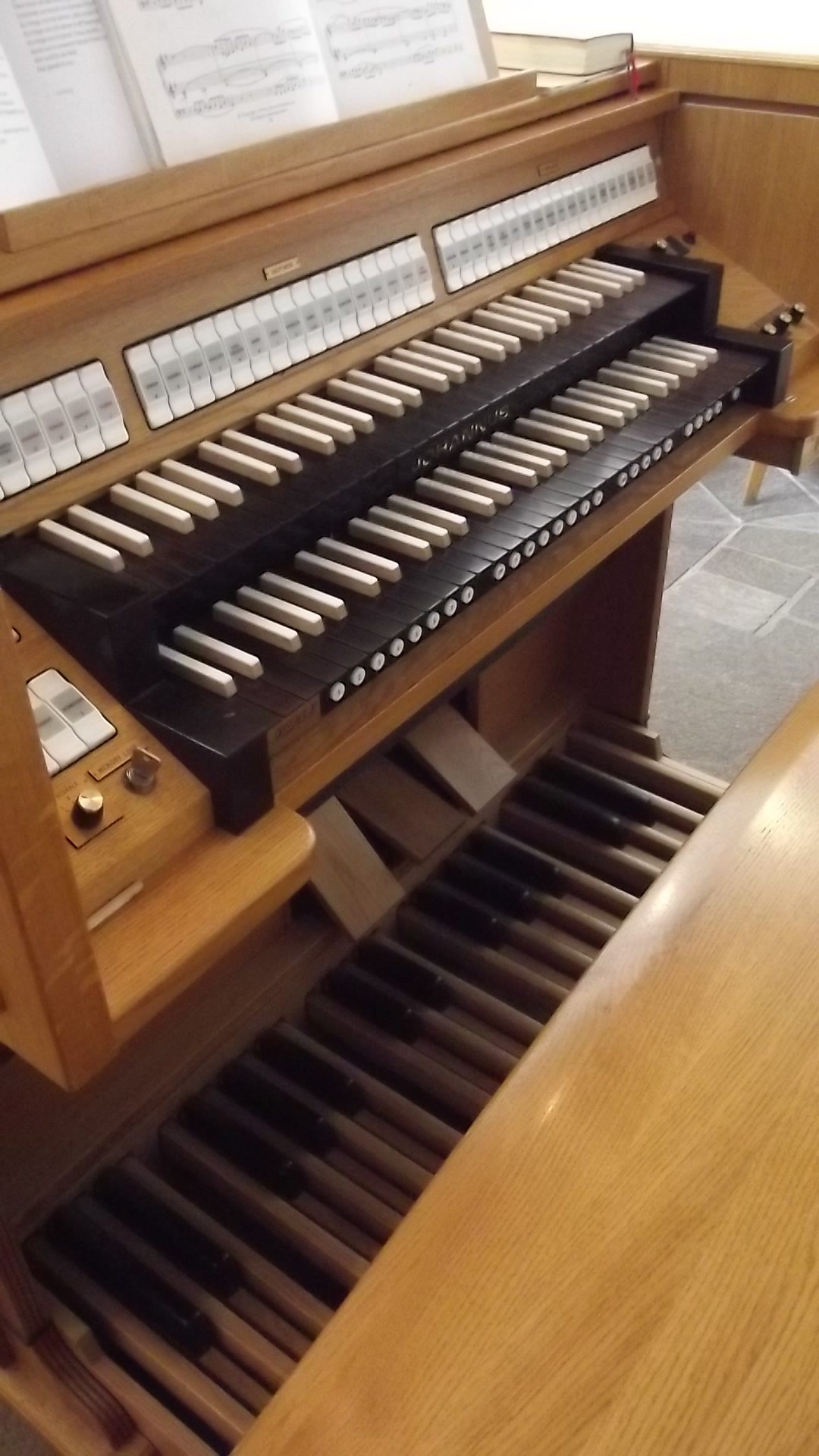
Spieltisch mit zwei Manualen und Pedal

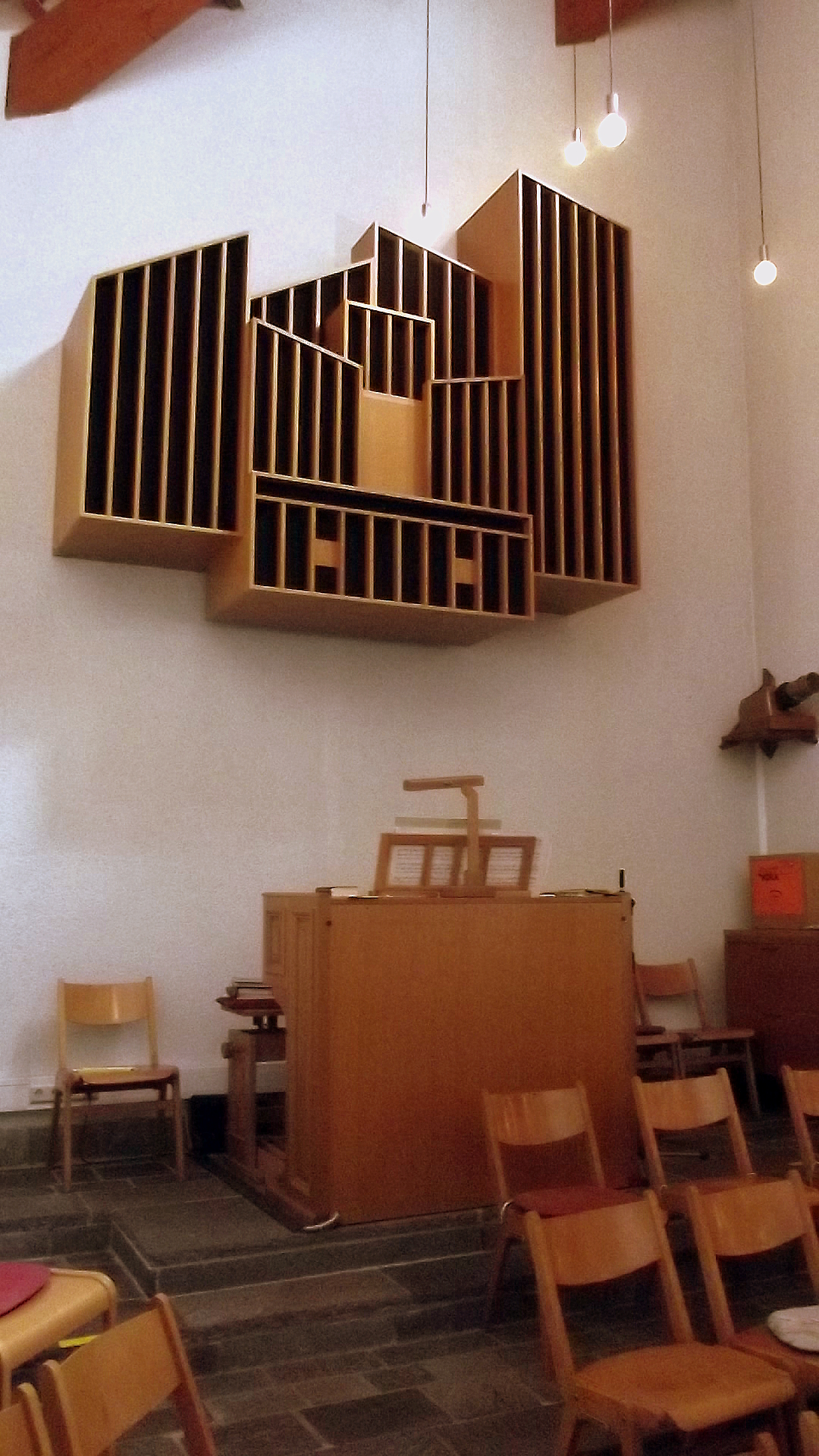
Die elektronische Kirchenorgel stammt aus dem Jahr 2001 und verfügt über 47 Register

Die Orgel der Kirche stammt aus dem Jahr 2001 und wurde von der niederländischen Firma Johannus Orgelbouw gebaut. Im Gegensatz zu den meisten anderen Instrumenten im Umkreis ist die Kirchenorgel voll elektronisch, verfügt also über keinerlei Pfeifen. Sie hat insgesamt 47 Register, die durch 20 bit Sampling-Technik und eine Verstärkeranlage von 770 Watt erklingen. Gespielt wird die Orgel über zwei Manuale und Pedal. Neben einigen elektronischen Extras ist im Instrument eine Setzeranlage integriert, mit deren Hilfe es möglich ist, verschiedene Registerkombinationen abzuspeichern und später per Knopfdruck abzurufen. Diese Spielhilfe erlaubt ein Spielen ohne eine zwangsläufige Unterbrechung durch die Auswahl neuer Register. Die Lautstärke der Orgel ist jeweils für jedes Werk einzeln, sowie für das gesamte Instrument zu regeln. Somit hat die Anzahl der ausgewählten Register nicht zwangsläufig eine Auswirkung auf die Lautstärke wie bei gewöhnlichen Pfeifenorgeln.

### Disposition
| I Manual C–c4 |                 |        |
| 1.            | Bordun          | 16'    |
| 2.            | Prinzipal       | 8'     |
| 3.            | Diapason        | 8'     |
| 4.            | Hohlflöte       | 8'     |
| 5.            | Flöte coelestis | 8'     |
| 6.            | Gamba           | 8'     |
| 7.            | Oktave          | 4'     |
| 8.            | Offenflöte      | 4'     |
| 9.            | Quinte          | 2 2/3' |
| 10.           | Oktave          | 2'     |
| 11.           | Blockflöte      | 2'     |
| 12.           | Kornett         | IV     |
| 13.           | Mixtur          | VII    |
| 14.           | Trompete        | 16'    |
| 15.           | Trompete        | 8'     |
| 16.           | Vox humana      | 8'     |
|               | Tremulant       |        |

| II Manual C–c4 |                   |        |
| 17.            | Quintatön         | 16'    |
| 18.            | Prinzipal         | 8'     |
| 19.            | Rohrflöte         | 8'     |
| 20.            | Viola di Gamba    | 8'     |
| 21.            | Vox coelestis     | 8'     |
| 22.            | Oktave            | 4'     |
| 23.            | Koppelflöte       | 4'     |
| 24.            | Salizional        | 4'     |
| 25.            | Quintflöte        | 2 2/3' |
| 26.            | Oktave            | 2'     |
| 27.            | Waldflöte         | 2'     |
| 28.            | Nasat             | 1 1/3' |
| 29.            | Oktave            | 1'     |
| 30.            | Sesquialtera      | II     |
| 31.            | Scharff           | III    |
| 32.            | Fagott            | 16'    |
| 33.            | Festival Trompete | 8'     |
| 34.            | Dulcian           | 8'     |
| 35.            | Oboe              | 8'     |
|                | Tremulant         |        |

| Pedal C–f1 |              |     |
| 36.        | Subbass      | 32' |
| 37.        | Prinzipal    | 16' |
| 38.        | Subbass      | 16' |
| 39.        | Oktavbass    | 8'  |
| 40.        | Gedeckt      | 8'  |
| 41.        | Choralbass   | 4'  |
| 42.        | Bassflöte    | 4'  |
| 43.        | Rauschpfeife | IV  |
| 44.        | Bombarde     | 32' |
| 45.        | Posaune      | 16' |
| 46.        | Trompete     | 8'  |
| 47.        | Klarine      | 4'  |
|            | Tremulant    |     |

## Pfarrer
- 1973–1984: Ferdinand Christ (1937–2011)
- 1998–2010: Martin Münster
- seit 2010: Hanskurt Trapp

## Pfarrgemeinschaft
Die Kirche gehört der seit 2011 bestehenden Pfarrgemeinschaft rechts der Saar, bestehend aus den Kirchen Maria Himmelfahrt (Roden), Christkönig (Roden), Hl. Dreifaltigkeit (Fraulautern) und St. Josef (Fraulautern-Kreuzberg) an.

## Sonstiges
Die Kirche wurde im April 2013 durch einen sich in der derzeit geschlossenen Pfarrkirche Christkönig (Roden) ehemals befindenden Kreuzweg, Altarkreuz sowie ein Taufbecken erweitert.